# Edgewater (Colorado)
Edgewater es una ciudad ubicada en el condado de Jefferson en el estado estadounidense de Colorado. En el año 2000 tenía una población de 5159 habitantes y una densidad poblacional de 3025 personas por km².

## Geografía
Edgewater se encuentra ubicado en las coordenadas 39°45′1″N 105°3′43″O / 39.75028, -105.06194.

## Demografía
Según la Oficina del Censo en 2000 los ingresos medios por hogar en la localidad eran de $53,438, y los ingresos medios por familia eran $40,426. Los hombres tenían unos ingresos medios de $30,347 frente a los $25,735 para las mujeres. La renta per cápita para la localidad era de $19,166. Alrededor del 23,2% de la población estaba por debajo del umbral de pobreza.